# 通道狀態資訊
信道状态信息（英語：channel state information，缩写为CSI），在无线通信中，意指一个通信链路的已知信道特征。此信息描述了一个信号如何通过信道从发射机传播到接收机。它表征了一系列影响的综合，例如散射、衰落、能量随着距离的衰减。获得信道状态信息的方法称作信道估计。信道状态信息使得我们能根据当前信道情况调整传输，这对于多天线系统的高比特率可靠通信至关重要。
信道状态信息在接收机处进行估计，一般会被量化并反馈给发射机 (尽管反链路估计在时分双工系统中也是可能的)。因此，发射机和接收机可能会获得不同的信道状态信息，二者有时被分别称作CSIT, CSIR。

## 信道状态信息分类
主要存在两种信道状态信息，暂态CSI与统计CSI。
暂态信道状态信息意味着当前信道状态是已知的。一般是指知道信道的冲激响应。这使得可以根据冲激响应调整传输的信号，从而优化收到的信号以达到空间复用或者低错误率的效果。
统计信道状态信息意味着当前信道的统计特征是已知的。这些统计特征包括衰落的种类、平均信道增益、视距成分以及空间相关性。和暂态情形一样，这些信息也可以被用来优化传输效果。
信道状态信息的获取主要受限于信道状态变化有多快。在快速衰落系统中，每一个信息符号的传输都伴随着信道状态的快速变化，所以只有统计信道状态信息是可获取的。另一方面，在缓慢衰落系统中，在一段时间内使用暂态信道状态信息调整传输也是可行的。
在实际系统的应用中，信道状态信息一般折中选取：包含量化误差的暂态信道状态信息以及统计信息。

## 通道估測
通道估測意指獲得通道狀態資訊的過程，若假設通道模型為{\displaystyle N}階的有限脈衝響應{\displaystyle \sum _{k=0}^{N}h_{k}x(n-k)}，通道估測即指估計其各項係數{\displaystyle h_{k}}。通道估測可以依照估測中使用的來源資料是否已知區分為三類：盲通道估測的來源資料對接收端而言是完全未知；純引示輔助通道估測的來源資料含有部分刻意加入、發射與接收兩端皆已知的引示信號，且僅以這些信號進行通道估測；半盲通道估測則是前兩者的綜合，估計時同時用到對接收端未知的來源資料及已知的引示信號。
通道估測根據其解出通道係數的數學方式，又可以分成基於子空間方法，與非基於子空間方法兩類。非基於子空間方法通常利用傳送符號的有限字母特性，但當星象圖很大時此法複雜度大增；相對地，基於子空間方法完全不需依賴傳輸訊號的星象圖，但也因此需要較長時間來完成通道估測。